# المحجل (الجوف)

تعديل مصدري - تعديل

المحجل هي مدينة ومركز مديرية خب والشعف بمحافظة الجوف اليمنية، بلغ تعداد سكانها 2569 نسمة حسب الإحصاء الذي أجري عام 2004.